# Ley de Weber-Fechner

Ilustración de la ley de Weber–Fechner.
En ambas columnas, los cuadrados inferiores contienen 10 puntos más que los cuadrados superiores. Sin embargo, la percepción es diferente: en la izquierda, el cambio es apreciable. Mientras que en la derecha, los cuadros son casi indistinguibles.

La ley psicofísica de Weber-Fechner establece una relación cuantitativa entre la magnitud de un estímulo físico y cómo es percibido. Fue propuesta en primer lugar por Ernst Heinrich Weber (1795-1878) en 1860 en su libro Elemente der Psychophysik y elaborada hasta su forma actual por Gustav Theodor Fechner (1801-1887). Weber estableció su ley de la sensación (o Ley de Weber) en la que formulaba la relación matemática que existía entre la intensidad de un estímulo y la sensación producida por este. Estos y otros descubrimientos llevaron a la convicción de que todos los actos humanos se podían explicar mediante principios físico-químicos, lo que permitió considerar a la psicología, y más particularmente a la psicofísica, como probables ciencias incipientes. La ley de Weber-Fechner puede también enunciarse así: «Si un estímulo crece en progresión geométrica, la percepción evolucionará en progresión aritmética».

## Formulación de la Ley
La ley establece que «el menor cambio discernible en la magnitud de un estímulo es proporcional a la magnitud del estímulo». Es fácil de entender con un ejemplo. Si estamos sosteniendo en nuestra mano una masa de 100 gramos, tal vez no lo podamos distinguir de otro de 105 gramos, pero sí de uno de 110 gramos. En este caso, el umbral para discernir el cambio de masa es de 10 gramos. Pero en el caso de sostener una masa de 1000 gramos, 10 gramos no serán suficientes para que notemos la diferencia, al ser el umbral proporcional a la magnitud del estímulo. En su lugar, nos hará falta añadir 100 gramos para notar la diferencia. Dicho de otro modo, nuestra capacidad de apreciación ante un cambio se basa en «el valor relativo de la variación respecto del valor de partida». Se puede expresar en porcentaje aproximado, que es totalmente subjetivo dependiendo de la sensibilidad de cada individuo. La percepción puede referirse, generalmente, a estímulos sensoriales primitivos como la luz, el ruido, el olor, etc., o compuestos (que se derivan al combinarse en un sexto sentido algunos de los anteriores), como el peso, la velocidad, una vibración, la presión, el calor, un dolor, un golpe, un mareo, etc., sin alcanzar extremos tales como la parapsicología o la percepción extrasensorial.

### Caso del peso
Establecida la ley matemáticamente, tiene este aspecto:
{\displaystyle dp=k{\frac {dS}{S}}},
donde dp corresponde al cambio percibido en el estímulo, dS corresponde a cambio de magnitud del estímulo y S corresponde a la magnitud del estímulo. Integrando la ecuación anterior, se tiene:
{\displaystyle p=k\ln {S}+C}
donde {\displaystyle C} es la constante de integración, y ln es el logaritmo natural. Para determinar el valor de {\displaystyle C}, se asigna a {\displaystyle p=0}, es decir no hay percepción; y entonces:
{\displaystyle C=-k\ln {S_{0}}}
donde {\displaystyle S_{0}} es el nivel de estímulo por debajo del cual no se percibe sensación. Por lo tanto la ecuación resulta:
{\displaystyle p=k\ln {\frac {S}{S_{0}}}.}
La relación entre el estímulo y la percepción corresponde a una escala logarítmica. Esta relación logarítmica nos hace comprender que si un estímulo crece como una progresión geométrica (es decir multiplicada por un factor constante), la percepción evolucionará como una progresión aritmética (es decir con cantidades añadidas).
La Ley de Fechner (o Weber-Fechner) caracteriza la sorprendente relación entre la magnitud objetiva de un estímulo físico, y la percepción cognitiva de dicho estímulo. Concretamente, esta ley nos indica que dicha relación no es lineal (ni siquiera considerando que se pueda producir una saturación en los extremos), sino logarítmica. Para verlo con un ejemplo, imaginemos que con los ojos vendados sostenemos un cierto peso en la mano. Un compañero va incrementando lentamente este peso hasta que nosotros advertimos que se ha producido un aumento discernible. La magnitud de este incremento mínimo perceptible no es constante (esto es, independiente del peso inicial que sostenemos), como cabría esperar de una relación lineal entre estímulo y percepción, sino que es proporcional a dicho peso, lo que planteado como ecuación diferencial da lugar a la citada relación logarítmica.